# Кочкин (Пчегатлукайское сельское поселение)
Кочкин — хутор в Теучежском муниципальном районе Республики Адыгея России.
Входит в состав Пчегатлукайского сельского поселения.

## Население
| 2002 | 2010 | 2013 | 2014 | 2015 | 2016 | 2017 |
| ---- | ---- | ---- | ---- | ---- | ---- | ---- |
| 8    | ↘7   | →7   | →7   | →7   | ↗8   | →8   |
| 2018 | 2019 | 2020 | 2021 | 2023 | 2024 |      |
| ↗10  | →10  | →10  | →10  | ↗12  | ↘10  |      |

По данным Всероссийской переписи населения 2021 года:
| Народ   | Численность, чел. | Доля от всего населения, % |
| ------- | ----------------- | -------------------------- |
| русские | 6                 | 60,0 %                     |
| адыги   | 4                 | 40,0 %                     |
| всего   | 10                | 100,0 %                    |

## Улицы
- Ленина.